# Кореньовка
Кореньовка (біл. Каранёўка) — селище у Зябровській сільраді Гомельського району Гомельської області Білорусі. Залізнична станція (на лінії Гомель — Тереховка).

Навкруги ліс.

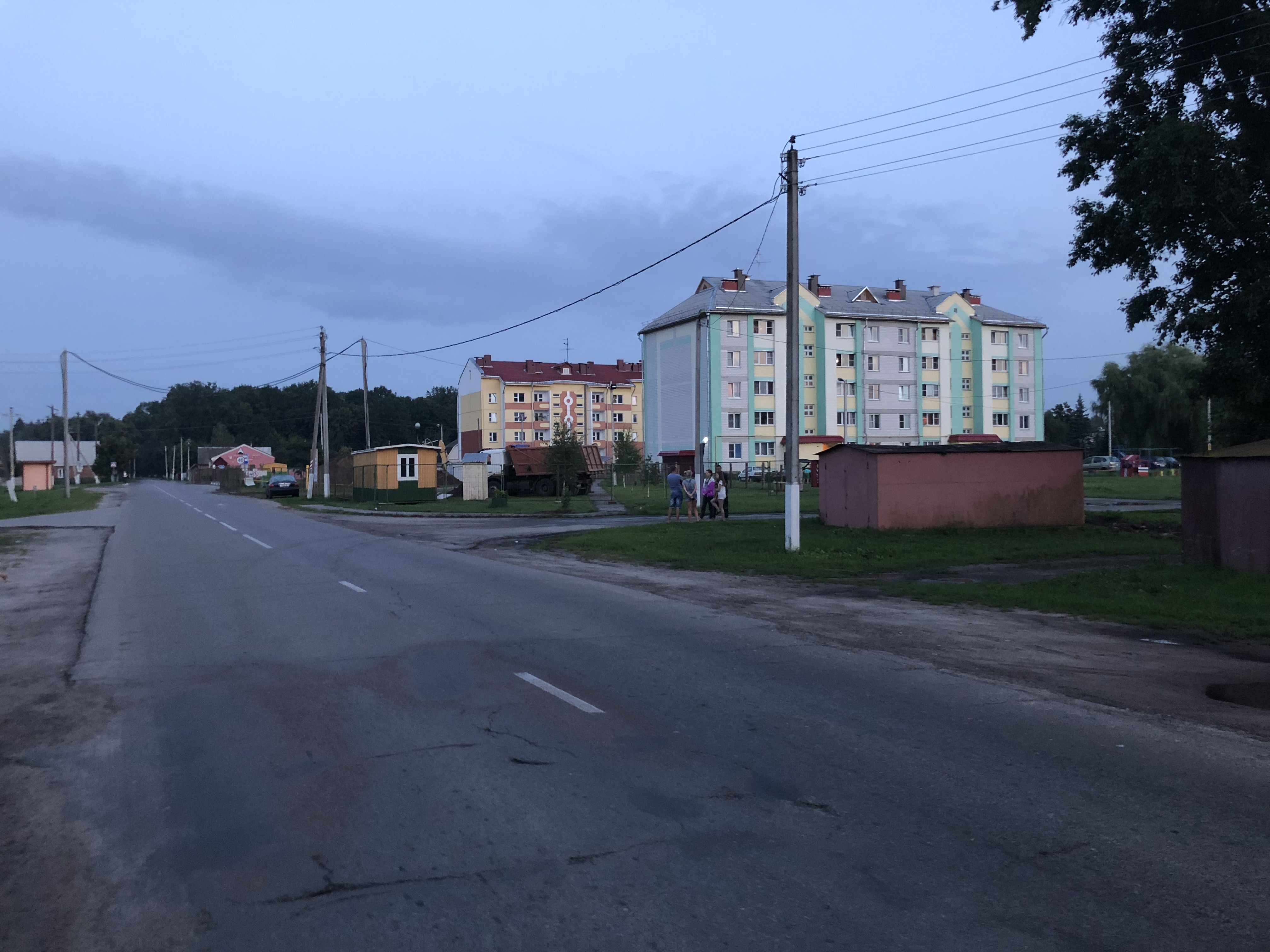
Перехрестя шосейної вулиці (автодорога H4096) і вулиця Нова

## Географія

### Розташування
За 7 км на південний схід від Гомеля.

## Транспортна мережа
Автодорога Зябровка — Гомель.
Планування складається з 2 паралельних між собою широтних вулиць.
Забудова компактна, дерев'яна, садибного типу.

## Історія

### У складі Великого князівства Литовського
За письмовими джерелами відоме з XVIII століття як слобода в Гомельській волості Белицького повіту.

### У складі Російської імперії
У 1816 році володіння фельдмаршала графа Петра Олександровича Рум'янцева-Задунайського. У 1833 році центр Кореньовської економії (5 сіл, 5062 двори). У 1834 році володіння фельдмаршала графа Івана Федоровича Паскевича. У другій половині XIX століття на південній околиці побудований цегляний садибний будинок (зараз пам'ятник архітектури романтичного напряму). Після введення в експлуатацію залізниці Гомель — Бахмач у грудні 1873 року почала діяти залізнична зупинка, потім станція.

### У складі БРСР (СРСР)
У 1931 році жителі вступили в колгосп.

#### Німецько-радянська війна
Під час німецько-радянської війни 10 жовтня 1943 року визволена від окупантів. 7 жителів загинули на фронті.

#### Післявоєнні роки
З 1944 року, завдяки наявності в околицях залягання глини, в селищі почав роботу цегельний завод, який працював до 1970-х років. Роботу заводу припинено у зв'язку з вичерпанням запасів глини. Як результат діяльності, на навколишній території залишився ряд глиняних кар'єрів.

### У складі Республіки Білорусь
Приблизно в 1996 році в селищі обладнаний пожежний пост (на цей момент — пожежний аварійно рятувальний пост № 13 «Кореньовка» Гомельського РОЧС) з робітниками, які чергують цілодобово.
У 2015 році в переобладнаних будівлях промислового підприємства відкритий завод з виробництва гідроізоляції.
Розміщуються: досвідчена експериментальна база Інституту лісу НАН Білорусі, 9-річна школа, дитячі ясла, Будинок культури, бібліотека, фельдшерсько-акушерський пункт, магазин, пошта.

## Населення

### Чисельність
- 2004 — 421 господарство, 1141 житель.